# Gefahrgutrecht
Das Gefahrgutrecht umfasst weltweit alle internationalen und nationalen Regelungen des Verkehrsrechts für die gesamte Beförderung und transportbedingte Zwischenlagerung von Gefahrgut und bildet damit die Grundlage für nationale Gesetze, Verordnungen und zwischenstaatliche Abkommen.

## UN Recommendations on the Transport of Dangerous Goods
Internationale Grundlage des Gefahrgutrechts sind die von den Vereinten Nationen herausgegebenen Model Regulations der UN Recommendations on the Transport of Dangerous Goods, die derzeit in der Revision 20 (2017) gültig sind. Auf ihnen basieren die meisten internationalen Abkommen.

## EU: Europäisches Übereinkommen über die internationale Beförderung gefährlicher Güter auf der Straße (ADR)
Die Accord européen relatif au transport international des marchandises Dangereuses par Route, deutsch Europäisches Übereinkommen über die internationale Beförderung gefährlicher Güter auf der Straße regelt den Transport gefährlicher Güter im Straßenverkehr, und hat in der ganzen Europäischen Union und den assoziierten Staaten Gültigkeit.

## EU/MED: Regelung zur internationalen Beförderung gefährlicher Güter im Schienenverkehr (RID)
Das Reglement concernant le transport international ferroviaire de marchandises Dangereuses, deutsch Regelung zur internationalen Beförderung gefährlicher Güter im Schienenverkehr bzw. Ordnung für die internationale Eisenbahnbeförderung gefährlicher Güter (Schweiz), ist die Übereinkunft über Beförderung von Gefahrgut mit der Eisenbahn. Sie gilt europaweit und im angrenzenden asiatisch-afrikanischen Mittelmeerraum bis in den mittleren Osten. Erarbeitet wird es in der Organisation intergouvernementale pour les transports internationaux (OTIF). Es ist ein Anhang zur Convention relative aux transports internationaux ferroviaires (COTIF), deutsch Übereinkommen über den internationalen Eisenbahnverkehr vom 9. Mai 1980 (Protokoll von Vilnius 1999), von dem auch einige andere Addendi relevant für den Gefahrguttransport sind.
Siehe auch: Rechtsvorschriften für den internationalen Eisenbahnverkehr

## EU: Europäisches Übereinkommen über die Beförderung gefährlicher Güter auf Binnenwasserstraßen (ADN)
Die Accord européen relatif au transport international des marchandises dangereuses par voie de navigation intérieure, deutsch Europäisches Übereinkommen über die Beförderung gefährlicher Güter auf Binnenwasserstraßen ist eine nach dem Orange Book des Committee of Experts on the Transport of Dangerous Goods (TDG) des Economic and Social Council (ECOSOC) der UN aufgelegte Verordnung zum Transport von gefährlichen Gütern auf Binnenschifffahrtsstraßen.
Gültigkeitsbereich ebenfalls EU und Assoziierte, ratifiziert vorerst (2011) von Bulgarien, Deutschland, Frankreich, Kroatien, Luxemburg, Moldawien, Niederlande, Österreich, Polen, Rumänien, Russische Föderation, Schweiz, Serbien, Slowakei, Ukraine und Ungarn. Unterzeichnet in Genf am 26. Mai 2000, in Kraft getreten am 29. Februar 2008. Die dem Übereinkommen beigefügte Verordnung ist am 28. Februar 2009 in Kraft getreten. Verwahrer: Generalsekretär der Vereinten Nationen.

### DE/FR/BENELUX: Europäisches Übereinkommen über die Beförderung gefährlicher Güter auf dem Rhein (ADNR)
Das Accord européen relatif au transport international des marchandises dangereuses par voie de navigation intérieure Rhin, deutsch Europäisches Übereinkommen über die Beförderung gefährlicher Güter auf dem Rhein ist eine Unterart des ADN und gilt nur für den Rhein.
Die Bestimmungen des ADNR werden durch die Verordnung über die Beförderung gefährlicher Güter auf dem Rhein vom 12. Juli 2003 in deutsches Recht transformiert. Gemäß GGVBinSch finden die Bestimmungen des ADNR mittlerweile auch für alle anderen schiffbaren deutschen Binnengewässer außer der Donau Anwendung.

### CEU: Bestimmungen für die Beförderung von gefährlichen Gütern auf der Donau (ADN-D)
Für die Donau gelten die entsprechenden Règles relatives au transport de marchandises dangereuses sur le Danube (ADN-D), deutsch Bestimmungen für die Beförderung von gefährlichen Gütern auf der Donau. Gültig sind die Bestimmungen in allen Donauländern.

## Weltweit: Dangerous Goods Regulations/Technical Instructions (IATA/ICAO) im Luftverkehr
Die Dangerous Goods Regulations (IATA DGR) bzw. der Technical Instructions For The Safe Transport of Dangerous Goods by Air (ICAO TI) geben die Bestimmungen für den Transport von Gefahrgut im Luftverkehr an. Die Bestimmungen haben Gültigkeit für die IATA und für die ICAO. Die Stoffkennzeichnung erfolgt mit den UN-Nummern.

## Weltweit: Maritime Safety Conventions (IMO–IMDG/ISM/IBC) im Seeverkehr
Die internationalen, je nach nationaler Übernahme mehr oder minderer anerkannt verbindlichen Sicherheitsvorschriften für den Transport von gefährlicher Seefracht in der Seeschifffahrt werden durch die International Maritime Organization (IMO) in ihren Arbeitsgruppen Maritime Safety Committee (MSC), Marine Environment Protection Committee (MEPC) und Legal Committee (LEG) erarbeitet. Zentrale Richtlinie ist die International Convention for the Safety of Life at Sea (SOLAS), die Kennzeichnung und Verpackung bei Staplung, Lagerung und Handling an Bord und im Hafen über den International Maritime Dangerous Goods Code (IMDG) (der weitgehend konform zum ADR/RID ist), der International Management Code for the Safe Operation of Ships and for Pollution Prevention (ISM) für allgemeine Sicherheitsrichtlinien des Seeschiffverkehrs, sowie die Codes:
- International Code for the Construction and Equipment of Ships carrying Dangerous Chemicals in Bulk (IBC)[16]
- International Code for the Construction and Equipment of Ships Carrying Liquefied Gases in Bulk (IGC-Code)
- International Code for the Safe Carriage of Packaged Irradiated Nuclear Fuel, Plutonium and High-Level Radioactive Wastes on Board Ships (INF-Code)

Die o. g. Codes regeln Konstruktionen und Anforderungen an Schiffe des Gefahrguttransports. Sie sind Bestandteil der SOLAS-Konvention.
Zusammengefasst ist das System im Global Integrated Shipping Information System (GISIS).

## Branchenspezifische Regelungen
Chemikalien, insb. Pestizide
- Rotterdam Convention on the Prior Informed Consent Procedure for Certain Hazardous Chemicals and Pesticides in International Trade (Rotterdamer Übereinkommen, PIC-Konvention), Rotterdam 1998
- International Code of Conduct on the distribution and use of Pesticides der UN FAO, Rom 1985[17]
- Stockholm Convention on Persistent Organic Pollutants (Stockholmer Übereinkommen, POP-Konvention) Stockholm, 2001
siehe auch: Gefahrstoffrecht, Chemikaliensicherheit

Abfallwirtschaft:
- Basel Convention on the Control of Transboundary Movements of Hazardous Wastes and Their Disposal (Basler Übereinkommen zur Kontrolle der grenzüberschreitenden Verbringung gefährlicher Abfälle und ihrer Entsorgung), Basel 1989 – umgesetzt in der EU-Abfallverbringungsverordnung
- Convention on the ban of the Import into Africa and the Control of Transboundary Movements and Management of Hazardous Wastes within Africa, Bamako 1991

Radioaktive Materialien:
- UN Regulations for the Safe Transport of Radioactive Material der IAEA[18]

Weitere:
- Convention to Ban the Importation into Forum Island Countries of Hazardous and Radioactive Wastes and to Control the Transboundary Movement and Management of Hazardous Wastes within the South Pacific Region (Waigani Convention des Pacific Islands Forum), Waigani 1995

## Internationale Übereinkommen über die Haftung bei Gefahrgutunfällen
- Basel Protocol on Liability and Compensation for Damage Resulting from Transboundary Movements of Hazardous Wastes and Their Disposal (Basler Haftungskonvention zum Basler Übereinkommen), Basel 1989
- Convention on Civil Liability for Damage Caused during Carriage of Dangerous Goods by Road, Rail, and Inland Navigation Vessels (CRTD), Genf, 1989[19]
- Convention on the Transboundary Effects of Industrial Accidents, Helsinki, 1992
- Internationales Übereinkommen über Haftung und Entschädigung für Schäden bei der Beförderung schädlicher und gefährlicher Stoffe auf See (HNS-Übereinkommen, International Convention on Liability and Compensation for Damage in Connection with the Carriage of Hazardous and Noxious Substances by Sea), 1996 – von der EU ratifiziert Beschluss 2002/971/EG[20]

sowie für Europa allgemein das Brüsseler Übereinkommen/Lugano-Übereinkommen über die gerichtliche Zuständigkeit und die Vollstreckung gerichtlicher Entscheidungen in Zivil- und Handelssachen (EuGVÜ/LGVÜ) 1975, erstere ersetzt durch die folgende Verordnung (EG) Nr. 44/2001 (EuGVVO).

## Nationale Umsetzung
All diese „überstaatlichen“ Vorschriften werden in den einzelnen Vertragsländern jeweils durch nationale Gesetzgebung in das nationale Recht übernommen. Daneben gibt es auch autochthone einzelstaatliche Lösungen, insbesondere in den USA.

### Deutschland
In Deutschland sind dies im Wesentlichen das Gefahrgutbeförderungsgesetz (GGBefG), die Gefahrgutverordnung Straße/Eisenbahn/Binnenschiff (GGVSEB), die Gefahrgutverordnung Seeschiff (GGVSee) sowie das Luftverkehrsgesetz (LuftVG), die Luftverkehrszulassungsordnung (LuftVZO) und die Nachrichten für Luftfahrer (NfL).
Zusätzlich ist bei der Beförderung von Gefahrgut der Klasse 1 (explosive Stoffe) das Sprengstoffgesetz zu beachten. Dies bedeutet im Regelfall zusätzlich zur Befähigung gem. ADR noch die Notwendigkeit des Nachweises eines Befähigungsscheins gem. §20 Sprengstoffgesetz (ausgenommen bestimmte Pyrotechnik).

### Österreich
In Österreich gilt das Gefahrgutbeförderungsgesetz (GGBG), die Gefahrgutbeförderungsverordnung (GGBV), für Gefahrguttransporte allgemein die Straßenverkehrsordnung (StVO), das Eisenbahngesetz 1957 (EisbG) sowie Regelungen des Luftfahrtgesetzes (LFG) und des Binnenschifffahrtsrechts sowie insbesondere das Containersicherheitsgesetz (CSG).

### Italien
In Italien gibt es kein organisches Gesetz, die Bestimmungen werden aber mit verschiedenen Dekreten und Verordnungen geregelt, die als Art Anhang C des ADR/RID veröffentlicht werden.

### Kanada: Federal Workplace Hazardous Materials Information System Legislation (WHMIS)
Unter Federal WHMIS Legislation fasst man die Rechtssetzung Kanadas zusammen, die auf dem Workplace Hazardous Materials Information System (WHMIS) basiert. Das System ähnelt den europäischen Gefahrstoff-Kennzeichnungen.

### USA: Code of Federal Regulations (NFPA 704)
In den USA finden sich hauptsächlich der Code of Federal Regulations ist das US-amerikanische Gefahrgutrecht. Der Gefahrendiamant nach NFPA 704 Hazard Identification System entspricht der im ADR verwendeten Bezettelung.
Daneben verwendet das Verkehrsministerium auch einen an die UN-Klassifikation angelehnte Gefahrgut-Regelung.